# Karyoplazma

schéma buněčného jádra v interfázi

Karyoplazma (také nukleoplazma či karyolymfa)
je hmota podobná cytoplazmě, na rozdíl od ní se však nachází pouze v buněčném jádře.
Je ohraničena jadernou membránou. Je to vysoce viskózní kapalina obsahující chromozomy a jadérko. Nachází se zde např. nukleotidy (nutné pro stavbu DNA) a enzymy (řídí biochemické pochody v jádře). V nukleoplazmě se může nacházet také síť vláken známá jako jaderná matrix.